# Kaplisze (stacja kolejowa)
Kaplisze – nieczynna stacja kolejowa w pobliżu Horyńca, w województwie podkarpackim, w Polsce.